# Momisis borneana
Momisis borneana es una especie de escarabajo longicornio del género Momisis, tribu Astathini, subfamilia Lamiinae. Fue descrita científicamente por Vives & Heffern en 2012.
La especie se mantiene activa durante el mes de mayo.

## Descripción
Mide 10 milímetros de longitud.

## Distribución
Se distribuye por Malasia (Borneo).